# مجموعة سامبا المالية
مجموعة سامبا المالية هي مجموعة مالية سعودية سابقة، كانت قد تأسست عام 1980 م بموجب المرسوم الملكي رقم م/38 للعام 1980م. تحت مسمى البنك السعودي الأمريكي، وذلك عن طريق الاستحواذ على فروع مجموعة سيتي بنك الأمريكية العملاقة في المملكة العربية السعودية.
منذ إنشائه في 12 فبراير 1980، كان سامبا ولا يزال يقدم عدة خدمات مصرفية للمجتمع السعودي، ومنها: الخدمات المصرفية الخاصة (الذهبية والماسية)، الهاتف المصرفي، تأمين وقاية الائتمان، التأمين المرتبط بالمدخرات، الإيداع النقدي باستخدام الصراف الالي، والكثير من الخدمات الأخرى.
في أغسطس 2020، حصل فرع المجموعة في مركز دبي المالي العالمي على ترخيص من سلطة دبي للخدمات المالية للعمل كشركة مرخصة لتقديم خدمات مالية مختارة للعملاء والأطراف المقابلة في السوق، ليكون بذلك أول بنك سعودي يحصل على ترخيص للعمل في مركز دبي المالي العالمي.

## التاريخ
ابرز المحطات التاريخية لسيتي بنك منذ أن افتتح أول فرع في جدة عام 1955م:
| السنة | الحدث | مصدر |
| ----- | --- | ---- |
| 1955  | سيتي بنك يفتتح فرع جدة. |      |
| 1966  | سيتي بنك يفتتح فرع الرياض. |      |
| 1980  | سيتي بنك يتحول إلى البنك السعودي الأمريكي بقرار ملكي، سيتي بنك يحتفظ بحصة 40% ويدير البنك من خلال اتفاقية إدارة فنية بينما تبقى ملكية حصة الأغلبية سعودية. |      |
| 1984  | سامبا يفتتح فرعه العالمي الأول في لندن، المملكة المتحدة. |      |
| 1991  | سيتي بنك يخفض حصته في البنك إلى 30%. |      |
| 1999  | سامبا يندمج مع البنك السعودي المتحد ليكونا واحدة من أكبر المؤسسات المالية في الشرق الأوسط، والتي يملك فيها سيتي بنك حصة 22.83%. |      |
| 2002  | سيتي بنك يخفض حصته إلى 20%. |      |
| 2003  | انتهت اتفاقية الإدارة الفنية مع سيتي بنك وانتقل سامبا إلى الإدارة المحلية الكاملة في 31 أكتوبر 2003م. وتمت إعادة تسمية البنك رسميا إلى البنك السعودي الامريكي، أو سامبا، الاسم الذي طالما استخدمه عملاؤنا لوقت طويل.                                                                  |      |
| 2004  | سيتي بنك يبيع حصة 20% الباقية إلى مستثمرين سعوديين. |      |
| 2007  | استحوذ سامبا على حصة أغلبية (68.4%) في بنك كريسينت التجاري في باكستان، وحصل على رخصة للعمل في دبي، وأسس شركة سامبا كابيتال المتخصصة في الاستثمار في المملكة. |      |
| 2008  | افتتح سامبا فرعه الأول في دبي، وأكمل إجراءات الاستحواذ على بنك كريسينت التجاري في الباكستان حيث قام بتوسيع شبكة فروع ذلك البنك لتغطي معظم أرجاء الباكستان، كما حصل سامبا على رخصة من هيئة تنظيم مركز قطر للمال للعمل في قطر، وحصل على رخصة أخرى للعمل كمؤسسة استثمار أجنبية في الهند. |      |
| 2009  | البنك الأهلي التجاري تطلق إستراتيجية المسؤولية الاجتماعية للشركات، متضمنة مجموعة من برامج التدريب للجامعات ومعاهد الخريجين لتعزيز فرص توظيفهم من خلال دورات تدريبية شاملة. |      |
| 2010  | سامبا يفتتح أول فرع لبنك سعودي في قطر يقدم الخدمات للشركات والاستثمار. |      |
| 2022  | اندمجت مجموعة سامبا المالية في البنك الاهلي التجاري ليعلن حينها تأسيس أكبر البنوك في المملكة والذي أتخذ مسمى البنك الاهلي السعودي. |      |

## الاندماج
في 11 أكتوبر 2020، أعلن عن اتفاقية اندماج ملزمة بين البنك الأهلي التجاري ومجموعة سامبا. بموجب الاتفاقية، فإن الاندماج سيتم عن طريق دمج مجموعة سامبا في البنك الأهلي التجاري ونقل جميع أصولها والتزاماتها إلى البنك الأهلي التجاري. وعند إتمام الاندماج، فسيستمر البنك الأهلي التجاري في الوجود، أما مجموعة سامبا فستنقضي وستلغى جميع أسهمها، وسيقوم البنك الأهلي بإصدار أسهم جديدة لمساهمي مجموعة سامبا في البنك الأهلي التجاري وفقاً لمعامل المبادلة، والذي بموجبه سيحصل مساهمو مجموعة سامبا على عدد (0.739 سهم) في البنك الأهلي مقابل كل سهم يملكونه في مجموعة سامبا. وستصدر أسهم العوض من خلال زيادة رأس المال المدفوع للبنك الأهلي من 30 مليار ريال سعودي إلى 44.78 مليار ريال سعودي وزيادة عدد أسهمه المصدرة من 3 مليارات سهم إلى 4.48 مليار  سهم والتي تمثل زيادة بنسبة 49.3%.
بنود الاندماج
| أهم بنود الاندماج                              |                                                                                        |
| آخر تطورات الاندماج                            | توقيع اتفاقية اندماج ملزمة                                                             |
| طريقة الاندماج                                 | دمج مجموعة سامبا في البنك الأهلي ونقل جميع أصولها والتزاماتها إلى البنك الأهلي.        |
| طريقة التعويض                                  | إصدار أسهم جديدة لمساهمي مجموعة سامبا                                                  |
| معامل المبادلة                                 | سيحصل مساهمو سامبا على عدد (0.739 سهم) في الأهلي مقابل كل سهم يملكونه في مجموعة سامبا. |
| الكيان الجديد                                  | البنك الأهلي التجاري                                                                   |
| مجموعة سامبا بعد الاندماج                      | ستنقضي وستلغى جميع أسهمها                                                              |
| رأس مال البنك الأهلي قبل الدمج                 | 30 مليار ريال                                                                          |
| رأس مال البنك الأهلي بعد الدمج                 | 44.78 مليار ريال                                                                       |
| نسبة الزيادة                                   | 49.3 %                                                                                 |
| سعر سهم الأهلي التجاري بناء على معامل المبادلة | 38.50 ريال                                                                             |
| سعر سهم "سامبا" لأغراض الاندماج                | 28.45 ريال (بزيادة 3.5 % عن سعر آخر إغلاق والبالغ 27.50 ريال)                          |
| حصة مساهمي سامبا بعد الاندماج                  | 32.6 % من رأس مال البنك الدامج                                                         |
| حصة مساهمي الأهلي التجاري بعد الاندماج         | 67.4 % من رأس مال البنك الدامج                                                         |

| كبار المساهمين بعد الاندماج         |        |
| المالك                              | الحصة  |
| صندوق الاستثمارات العامة            | 37.2 % |
| المؤسسة العامة للتقاعد              | 7.4 %  |
| المؤسسة العامة للتأمينات الاجتماعية | 5.8 %  |

## نهاية مجموعة سامبا المالية
في يوم الخميس 1 أبريل 2021 ، انقضت مجموعة سامبا المالية، وذلك عندما أعلن البنك الأهلي التجاري عن نفاذ قرار دمج مجموعة سامبا المالية، وانتقال جميع حقوقها والتزاماتها إلى البنك الأهلي التجاري.وذلك بعد أن استوفى كل من البنك الأهلي التجاري ومجموعة سامبا المالية الشروط النظامية وشروط الاندماج المتفق عليها بموجب اتفاقية الاندماج المبرمة بين البنكين.